# Cristosal
Cristosal es una organización sin fines de lucro con sede en El Salvador, dedicada a la defensa de los derechos humanos y la protección de las víctimas de violencia en Centroamérica. Fundada en 2001, Cristosal trabaja en El Salvador, Guatemala y Honduras para promover la justicia y el respeto a los derechos humanos a través de programas de asistencia legal, investigación y políticas públicas.

## Historia

Logotipo de Iglesia de Inglaterra – iglesia cristiana protestante de Inglaterra y madre de la Comunión Anglicana

Cristosal es una organización no gubernamental sin fines de lucro fundada por los obispos anglicanos Justo Martin Barahona y Richard Bower. La organización fue creada como un mecanismo para que individuos e iglesias de América del Norte construyeran relaciones y compartieran recursos con la iglesia anglicana de El Salvador.
Inspirada en el enfoque de la iglesia en la justicia y los derechos humanos durante la posguerra civil de El Salvador, Cristosal abrió una oficina de derechos humanos en 2001. Este espacio en El Salvador permitió a Cristosal facilitar la comunicación entre América Central y América del Norte, mientras la Iglesia desarrollaba una voz sobre temas nacionales.

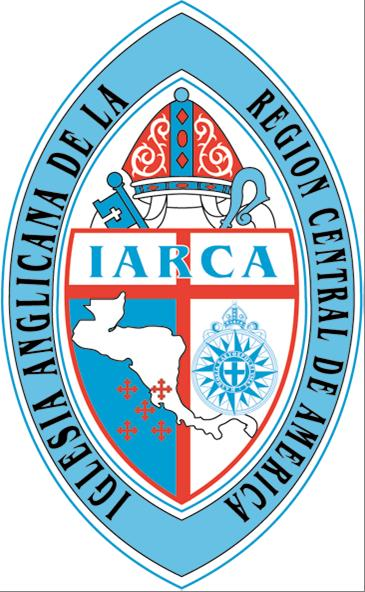
Logotipo de la Iglesia Anglicana de la Región Central de América (IARCA)

Desde entonces, Cristosal ha experimentado un fuerte crecimiento y se ha posicionado en la protección y asistencia a personas víctimas de vulneraciones de derechos humanos, así como en la defensa de estándares democráticos. La organización ha abierto sedes en Guatemala y Honduras, convirtiéndose en una entidad de derechos humanos con presencia regional.
La teoría de cambio de Cristosal coloca a las víctimas en el centro de su accionar, abordándolas desde un enfoque interdisciplinario a través de sus áreas programáticas. Estas áreas incluyen el litigio estratégico, la protección, la educación en derechos, la investigación de problemáticas y la comunicación para la incidencia en favor de los derechos humanos y la aceptación de estándares democráticos. Esta visión ha dado origen a cinco programas estratégicos: litigio, protección, educación, investigación y comunicación.
Estos programas intervienen de forma interdisciplinaria para brindar una atención integral. Para la atención de casos, Cristosal cuenta con un sistema de monitoreo y protección que incluye un formulario de denuncia de vulneraciones de derechos humanos, el monitoreo de medios y el Sistema de Alerta Temprana (SAT) para la identificación de casos. Una vez recibidos, los casos se derivan a las áreas correspondientes según los requerimientos de atención, proporcionando acompañamiento o asesoría legal, asistencia humanitaria, atención psicosocial o desarrollo de soluciones duraderas de vida para familias desplazadas, como parte de una Ruta de Atención Integral (RAI).

## Misión y visión
- Misión: Defender los derechos humanos y promover la democracia y justicia en Centroamérica.[1]
- Visión: Ser un referente en la promoción y defensa de los derechos humanos, la democracia y la justicia en Centroamérica con un enfoque interdisciplinario y que coloca en el centro a las víctimas, incidiendo en el reconocimiento de la igualdad de derechos y dignidad.[1]

## Principios
A continuación se muestran los principios por los que se rige la institución:
Excelencia
Cristosal fundamenta sus programas en normas y principios universales para la implementación de herramientas y metodologías de derechos humanos junto a las comunidades afectadas. Internamente, su gobernanza, administración y prácticas financieras se rigen por principios de transparencia, equidad y las mejores prácticas en el trabajo de derechos humanos.
Colaboración Interdisciplinaria
Reconociendo que los derechos humanos afectan todos los aspectos de la vida, Cristosal adopta un enfoque interdisciplinario que integra diversos campos de estudio para analizar realidades complejas que conducen a violaciones de derechos. Trabajan en colaboración con profesionales de diferentes disciplinas para apoyar a víctimas y comunidades en sus luchas por la justicia y el respeto.
Aprendizaje y Crecimiento
Cristosal se adapta continuamente a los contextos en los que opera, aprendiendo de sus experiencias y renovando constantemente sus estrategias. Fomenta un ambiente de aprendizaje mutuo dentro de la organización, reconociendo que las personas a las que sirven les enseñan cómo responder mejor a las necesidades de las víctimas, fortaleciendo su autonomía y alentándolas a participar activamente en el movimiento por los derechos humanos.
Interculturalidad
Promueve un intercambio abierto y equitativo entre diversas culturas, fomentando un diálogo basado en el respeto mutuo. Reconoce que la universalidad de los derechos humanos depende de relaciones inclusivas y equitativas entre diversas culturas, y se compromete a promover activamente las expresiones culturales de aquellas comunidades que han sido históricamente discriminadas y marginadas.
Diversidad e Inclusión
En Cristosal, valoran y celebran la diversidad en todas sus formas, incluyendo género, cultura, identidades, cosmovisiones, experiencias e ideas. Como organización y como individuos, se fortalecen al crear espacios inclusivos que amplifican las voces que han sido históricamente silenciadas y las experiencias que han sido invisibilizadas debido a la discriminación.

## Acciones que llevan a cabo
Cristosal cuenta con diversas áreas especializadas dentro de su estrategia de trabajo, implementando un enfoque integral que asegure el cumplimiento de la visión y misión de la organización:
- Asesoría legal.
- Gestión de apoyo para atención inmediata a la crisis.
- Apoyo psicosocial.
- Acompañamiento legal para búsqueda de justicia.
- Activación de instituciones para restitución de derechos.
- Participación en procesos de formación y diálogos comunitarios.
- Integración comunitaria y fomento de planes y medios de vida.

En cuanto a las áreas específicas que lidera son:
1. Asistencia a víctimas de violencia:
  - Proporciona apoyo legal y psicosocial a personas desplazadas por la violencia.
  - Ofrece refugio y servicios básicos a las víctimas.
2. Investigación y documentación:
  - Realiza investigaciones sobre violaciones de derechos humanos y desplazamiento forzado.
  - Publica informes y estudios para informar a la comunidad internacional y a los responsables de la formulación de políticas.
3. Incidencia en políticas públicas:
  - Trabaja con gobiernos y organizaciones internacionales para promover políticas que protejan a las víctimas de violencia.
  - Aboga por cambios legislativos y políticas públicas basadas en los derechos humanos.
4. Educación y sensibilización:
  - Organiza talleres y seminarios para educar a las comunidades sobre sus derechos.
  - Realiza campañas de sensibilización sobre la violencia y el desplazamiento forzado.

## Comunidades a las que apoyan
La organización se especializa en poblaciones altamente vulnerables en términos de derechos humanos, que han sido víctimas del sistema tradicional y antidemocrático: 
- Personas o familias en condición de desplazamiento forzado interno por violencia.
- Personas o familias retornadas/deportadas con necesidades de protección, especialmente aquellas que no puedan retornar a sus comunidades de origen, por situación de riesgo.
- Personas o familias que han sido víctimas de violaciones a derechos humanos que atenten contra su vida, libertad e integridad, y que actualmente cuenten con necesidades de protección por riesgo de desplazamiento forzado y/o migración irregular.
- Población LGBTIQ+ con necesidades de protección.

## Junta Directiva y Equipo
Junta Directiva:
1. David Holiday - Presidente
2. Lisa R. Fortuna - Vicepresidenta
3. Beth Mac Fadyen - Oficial de Gobernanza
4. Roger Jones - Tesorero
5. Steve Adams - Miembro de la Junta
6. Santana Alvarado - Secretaria
7. Mike Angell - Capellán de la Junta
8. Jose Miguel Cruz - Presidente del Comité de Programas
9. Geoffrey Curtiss - Miembro de la Junta
10. Norma Guerra - Procuradora
11. Clare Gibson Nangle - Miembro de la Junta
12. Tatiana Obando - Miembro de la Junta
13. Greg Rickel - Enlace de Junta con Alumni
14. Bob Wilson - Miembro de la Junta
15. Hannah Odell - Presidenta del Comité de Desarrollo de Recursos
16. Tamara Taraciuk - Miembro de la Junta Directiva
17. Brenda Pfhanl - Miembro de la Junta

Equipo de Dirección:
1. Noah Bullock - Director Ejecutivo para El Salvador, Honduras y Guatemala
2. Abraham Abrego - Director de Litigio Estratégico
3. Rina Montti - Directora de Investigación en Derechos Humanos
4. Mauricio Quijano - Director de Protección
5. Fátima Pacas - Directora de Educación
6. Salvador Novellino - Director de Administración y Finanzas
7. Jeanne Rikkers - Directora de Gestión de Recursos y Promoción
8. Flor de María Salazar - Coordinadora de Guatemala
9. Karen Valladares - Coordinadora de Honduras

## Reconocimientos y Logros
Cristosal ha sido reconocida por diversas instituciones de alto nivel, especialmente a nivel internacional. Asimismo, ha logrado importantes avances en áreas clave, como litigios e investigaciones, consolidándose como una de las organizaciones más influyentes en la defensa de los derechos humanos en la región y del Estado de derecho:
Reconocimientos:
1. Reconocimiento de la Comisión Interamericana de Derechos Humanos (CIDH): Cristosal ha sido mencionada y reconocida en diversas ocasiones por la CIDH por su labor en la documentación y denuncia de violaciones a los derechos humanos en el contexto del estado de excepción en El Salvador.[2][3]
2. Informe al Comité contra la Desaparición Forzada de la ONU: En agosto de 2023, Cristosal, junto a otras organizaciones, presentó un informe sobre las desapariciones forzadas durante el estado de excepción en El Salvador, lo cual ha sido destacado por la comunidad internacional.[4]

Logros Importantes:
1. Protección y Asistencia a Víctimas de Desplazamiento Forzado: Cristosal ha establecido programas integrales para asistir a las personas desplazadas internamente debido a la violencia. Esto incluye asistencia legal, apoyo psicosocial y ayuda humanitaria.[5][6][7]
2. Litigio Estratégico: Ha jugado un papel crucial en casos de alto perfil, incluyendo la demanda contra la Ley de Amnistía de El Salvador,[8] que resultó en su declaración de inconstitucionalidad en 2016. Este fallo histórico abrió la puerta para que se investigaran crímenes de guerra y violaciones de derechos humanos cometidos durante el conflicto armado salvadoreño.[9]También, Cristosal ha sido parte de la defensa en el caso de "Las 17", un grupo de mujeres salvadoreñas encarceladas bajo cargos de homicidio agravado después de sufrir emergencias obstétricas. Otro caso significativo es la representación de las víctimas de la Masacre de El Mozote, un evento trágico de la guerra civil salvadoreña donde fueron asesinadas más de 800 personas. Cristosal ha trabajado para asegurar que los responsables sean llevados ante la justicia y que se reconozcan y reparen los daños a las víctimas.[10]
3. Programas de Educación y Empoderamiento: Cristosal ha desarrollado programas educativos para empoderar a las comunidades sobre sus derechos, promoviendo una cultura de derechos humanos y democracia participativa.
4. Investigaciones y Publicaciones: Han producido investigaciones clave sobre los derechos humanos y el desplazamiento forzado, proporcionando datos y análisis que informan políticas públicas y acciones de la sociedad civil.[11][12][13]
5. Guatemala: En Guatemala, Cristosal ha trabajado intensamente en la protección de derechos humanos y la asistencia a personas desplazadas internas. Han desarrollado proyectos de litigio estratégico en colaboración con organizaciones locales, logrando aumentar la visibilidad y la protección de los derechos de comunidades indígenas y otros grupos vulnerables.
6. Honduras: En Honduras, Cristosal ha abordado el desplazamiento forzado y la protección de la comunidad LGBTIQ+. Han organizado conversatorios y colaborado con autoridades locales para mejorar los sistemas de protección y garantizar que las personas desplazadas puedan ejercer sus derechos. Aunque no tienen un litigio estratégico tan desarrollado como en El Salvador, sí proporcionan acompañamiento legal a personas LGBTIQ+ y desarrollan capacidades locales para documentar y enfrentar las violaciones de derechos humanos.